# سالواتوره پاموچی
سالواتوره پاموچی (ایتالیایی: Salvatore Palmucci؛ زادهٔ ۲۱ آوریل ۱۹۴۰) دوچرخه‌سوار اهل سان مارینو است.